# Związek gmin Marbach am Neckar
Związek gmin Marbach am Neckar – związek gmin (niem. Gemeindeverwaltungsverband) w Niemczech, w kraju związkowym Badenia-Wirtembergia, w rejencji Stuttgart, w regionie Stuttgart, w powiecie Ludwigsburg. Siedziba związku znajduje się w mieście Marbach am Neckar, przewodniczącym jego jest Herbert Pötzsch.
Związek zrzesza jedno miasto i trzy gminy wiejskie:
- Affalterbach, 4 558 mieszkańców, 10,15 km²
- Benningen am Neckar, 5 793 mieszkańców, 4,87 km²
- Erdmannhausen, 4 716 mieszkańców, 8,71 km²
- Marbach am Neckar, 15 510 mieszkańców, 18,06 km²